# Lignières-Ambleville
Lignières-Ambleville è un comune francese di 704 abitanti situato nel dipartimento della Charente nella regione della Nuova Aquitania. È stato istituito il 1 gennaio 2022 dalla fusione dei precedenti comuni di Lignières-Sonneville e Ambleville.